# نفي اللاهوت
نفي اللاهوت (بالفرنسية: Traité d'athéologie) و(بالإنجليزية: Atheist Manifesto: The Case Against Christianity, Judaism, and Islam) هو كتاب صدر عام 2005 من تأليف الفيلسوف الفرنسي ميشال أونفراي وقام بترجمته إلى العربية الباحث المغربي مبارك العروسي وقد صدر عن دار «منشورات الجمل» في بغداد عام 2012.

## موجز
حسب

## ردود الفعل
بيع من الكتاب أكثر من 200,000 نسخة. وذكر معهد دراسات الإسلام والعالم الإسلامي للعلوم: «في نهاية المطاف، يبدو أن الإلهام الحقيقي لكتاب ميشال أونفراي يكمن في نوع من الموضة،» الكتاب الأسود«ونتيجته الطبيعية، تهمة الشمولية (...) المعلومات هي في معظمها زائفة أو متوقعة، ووظيفتها هي لتعزيز أطر الفكر التي في ازدياد: صدام الحضارات والمحاربة الضرورية ضد الإسلام.»